# Nílton de Sordi
Nílton de Sordi eller bare De Sordi (14. februar 1931 i Piracicaba, Brasilien - 24. august 2013) var en brasiliansk fodboldspiller, der med Brasiliens landshold vandt guld ved VM i 1958 i Sverige. Han spillede alle brasilianernes kampe i turneringen på nær finalen. I alt nåede han at spille 22 landskampe.
De Sordi spillede på klubplan primært for storklubben São Paulo FC i hjemlandet.